# Dracophyllum pearsonii
Dracophyllum pearsonii là một loài thực vật có hoa trong họ Thạch nam. Loài này được Kirk mô tả khoa học đầu tiên năm 1885.